# Birgitta Bengtsson
Birgitta Bengtsson, född 16 maj 1965 i Mölnlycke, är en svensk seglare.
Hon seglade för Göteborgs KSS. Hon blev olympisk silvermedaljör i Seoul 1988.